# Ettore Baldassarre
Pour les articles homonymes, voir Baldassarre.
Ettore Baldassarre (Trani, 27 avril 1883 - Marsa Matruh, 26 juin 1942) est un général italien, vétéran de la guerre italo-turque et de la Première Guerre mondiale. Pendant la Seconde Guerre mondiale, il est commandant de la 132e division blindée "Ariete" et du XXe corps d'armée blindé, décoré de la médaille d'or de la valeur militaire en souvenir. Il reçoit également la Croix d'officier de l'Ordre militaire de Savoie et une médaille de bronze de la valeur militaire.

## Biographie
Il est né à Trani, dans la province de Bari, le 27 avril 1883, fils de Michele et d'Amalia Manganaro. Il déménage avec sa famille à Messine, où il obtient son baccalauréat. Il s'engage dans l'armée royale (Regio Esercito) et entre à l'Académie royale militaire d'artillerie et de génie de Turin comme élève officier, qu'il quitte avec le grade de sous-lieutenant (sottotenente) affecté à l'artillerie en 1903. Promu lieutenant en 1905, il est affecté au 3e régiment d'artillerie de forteresse, puis suit les cours de l'École d'application des armes (Scuola di applicazione d'arma) de Turin, obtenant la meilleure note à l'examen final de l'époque. À partir d'octobre 1911, il sert en Libye pendant la guerre italo-turque, et rentre au pays en octobre 1912, promu capitaine (capitano) et décoré de la médaille de bronze pour sa valeur militaire.
En novembre 1914, il est placé à la tête du service des aérostiers de l'artillerie et se distingue pendant la Première Guerre mondiale lors des batailles sur l'Isonzo, le Karst et le plateau d'Asiago. Promu major (maggiore), il est commandant d'un groupe d'artillerie lourde de campagne, et à la fin du conflit, il est commandant (comandante) de l'artillerie de la 3e armée, promu lieutenant-colonel (tenente colonnello) pour mérite exceptionnel.
En 1920, il est affecté à l'Inspection de l'artillerie, où il réalise de nombreuses études sur le tir et la réglementation du tir des pièces d'artillerie, qui aboutissent à la rédaction des Instructions d'artillerie, pour lesquelles il est promu colonel (colonnello) pour mérite exceptionnel. De 1931 à 1933, il est commandant du 6e régiment d'artillerie de campagne, puis commissaire général aux usines de guerre. Le 1er janvier 1935, il est promu général de brigade (generale di brigata) et prend le commandement de l'artillerie du corps d'armée de Milan. Le 30 juin 1938, il est promu général de division (generale di divisione) et prend le commandement de la 58e division d'infanterie "Legnano" à la place du duc de Bergame Adalbert de Savoie-Gênes. Après l'entrée en guerre du royaume d'Italie, qui a lieu le 10 juin 1940, il assume celle de la 132e division blindée"Ariete" transféré ensuite à l'Afrique du nord italienne (Africa Settentrionale Italiana - A.S.I.). Après la reconquête de la Cyrénaïque, il est décoré de la croix d'officier de l'ordre militaire de Savoie. Il rentre en Italie en juillet 1941 pour occuper le poste de directeur principal du Service technique, poste qu'il quitte en mars 1942 pour prendre celui de commandant du XXe corps d'armée blindé de l'A.S.I., en remplacement du général Francesco Zingales.
Alors qu'il effectue une inspection sur le front de Marsa Matruh, il est grièvement blessé au cours d'un bombardement aérien. Transporté dans un poste de secours, il décède le 26 juin 1942, peu après avoir subi une opération pour tenter d'arrêter l'hémorragie dévastatrice.

## Distinctions honorifiques
- Officier de l'ordre militaire de Savoie - arrêté royal du 12 janvier 1942
 - Médaille d'or de la valeur militaire
-Un artilleur précieux. Technicien émérite. Déjà distingué pour son habileté, son courage et son mépris du danger dans de nombreuses batailles, il a, en tant que commandant d'une grande unité, apporté une contribution décisive aux victoires de nos armes dans d'âpres combats. Insouciant de tout risque, mû par le désir de porter sa parole incitative aux troupes, il était toujours parmi ses soldats aux points les plus exposés. Pendant la préparation d'une attaque, il a été gravement blessé lors d'un raid aérien, alors qu'il se trouvait parmi les troupes de première ligne. Malgré les fortes hémorragies qui en résultent, il ne se laisse transporter au poste de secours qu'après avoir donné des directives pour la poursuite de l'action à ceux qui devaient lui succéder au commandement. Transporté dans une section médicale, il endura courageusement une opération douloureuse et mourut peu après, en prononçant des mots de foi dans l'issue heureuse de la bataille. Ain El Gazala, Bir Hacheim, Torbuk, Sidi El Barrani 16 mars - 26 juin 1942
- Décret du chef de l'Etat provisoire du 4 novembre 1946
 - Médaille de bronze de la valeur militaire
Attachés au commandement de l'artillerie du corps d'occupation, ils ont accompli leurs tâches avec sang-froid et au mépris du danger, même dans une zone exposée au feu ennemi. Sidi Bilal, 20 septembre 1912.

## Source
- (it) Cet article est partiellement ou en totalité issu de l’article de Wikipédia en italien intitulé « Ettore Baldassarre » (voir la liste des auteurs).